# 喜屋武和輝
喜屋武 和輝（きゃん かずき、1996年6月4日 - ）は、日本の男性声優。ラクーンドッグ預かり。

## 人物
趣味は料理、風呂場で歌唱、プラモ作り。特技はバスケットボール、水泳、筋肉を使うこと、口笛。プロ・フィット声優養成所卒。

## 出演

### テレビアニメ
2021年
- takt op.Destiny（部下、兵士）

2022年
- ラブオールプレー（筒井匡、田中悠）
- オーバーロードIV（ファン・ロングー、鍛冶工房長、兵士）
- 神クズ☆アイドル（8ライダー）
- 黒の召喚士（冒険者、盗賊、密偵のリーダー）
- 咲う アルスノトリア すんっ!（第5部隊騎士）
- 農民関連のスキルばっか上げてたら何故か強くなった。（ジェイク）

2023年
- もののがたり（警察官、櫛の付喪神、塞眼） - 2シリーズ
- もういっぽん!
- 六道の悪女たち（ヤンキー1、クラス男1・2、鈴木、不良生徒1、クラスメート）
- 異世界ワンターンキル姉さん 〜姉同伴の異世界生活はじめました〜（冒険者A）
- 天国大魔境（リビューマン）
- 王様ランキング 勇気の宝箱（審判、神）
- くまクマ熊ベアーぱーんち!（ラーボン、ザング、サルバード派B）
- 鬼滅の刃（2023年 - 2024年） - 2シリーズ
- ひろがるスカイ!プリキュア（女の子の父）
- 呪術廻戦 懐玉・玉折/渋谷事変（コークン）
- 実は俺、最強でした?（近衛騎士、近衛兵隊長、暗殺部隊）
- ゾン100〜ゾンビになるまでにしたい100のこと〜（ゾンビ男B、男、ゾンビ1）
- Lv1魔王とワンルーム勇者（職員C）
- 悲劇の元凶となる最強外道ラスボス女王は民の為に尽くします。（ベイル）
- パズドラ（超覚醒ゼウス・ディオス、ディレクター）
- 葬送のフリーレン（2023年 - 2024年、農夫、側近、盗賊、受験者、バーテンダー）
- 豚のレバーは加熱しろ（街の人々、酔客、麻酔薬の長身男、騎兵）
- 盾の勇者の成り上がり（2023年 - 2025年、奴隷狩りB、トーリィネミア、ハンター、ツアロン、船員A） - 2シリーズ
- はめつのおうこく（ダイナズマ、バンダナ、廃棄民）
- アンダーニンジャ（ヤンキー1、忍者1、男子生徒2）
- 冒険者になりたいと都に出て行った娘がSランクになってた
- ティアムーン帝国物語〜断頭台から始まる、姫の転生逆転ストーリー〜（ゴリアル）

2024年
- 異世界でもふもふなでなでするためにがんばってます。（たたらの氏長）
- Re:Monster（ゴブリンたち、兵士たち、戦士）
- 怪異と乙女と神隠し（編集者）
- 刀剣乱舞 廻 -虚伝 燃ゆる本能寺-（斎藤利三）
- 喧嘩独学（おへそ男）
- 夜のクラゲは泳げない（スタッフ）
- 新米オッサン冒険者、最強パーティに死ぬほど鍛えられて無敵になる。（4238番、審判）
- 魔王軍最強の魔術師は人間だった（門番、見張り、盗賊リーダー、ドラゴン）
- この世界は不完全すぎる（村人）
- 神之塔 -Tower of God- 王子の帰還（偽ピオレ）
- 烏は主を選ばない（地下街の男）
- ドラえもん（テレビ朝日版第2期）（哲学者①）
- SHY 東京奪還編
- 異世界ゆるり紀行 〜子育てしながら冒険者します〜（盗賊A）
- 転生貴族、鑑定スキルで成り上がる（アルマン）
- るろうに剣心 -明治剣客浪漫譚- 京都動乱（2024年 - 2025年、旅人、阿武隈四入道、尖角配下部隊員、三度笠の男、侍 他）
- パーティーから追放されたその治癒師、実は最強につき（店員、冒険者、オーク）
- ぷにるはかわいいスライム（きらら先輩布教ビデオナレーション、きららファングラブ会合MC）
- ハイガクラ（門番）
- 凍牌〜裏レート麻雀闘牌録〜（2024年 - 2025年、客、高津組組員、青木）
- ダンジョンに出会いを求めるのは間違っているだろうかV 豊穣の女神篇（団員）
- 2.5次元の誘惑（スタッフ）
- 魔王様、リトライ!R（ヘンゼル）
- トリリオンゲーム（2024年 - 2025年、弁護士、重役、役員）
- 魔王2099（魔法街市民B）

2025年
- Übel Blatt〜ユーベルブラット〜（僧兵A、僧将、アルジェラント、守備隊隊長、祭司 他）
- チ。-地球の運動について-（村人）
- 沖縄で好きになった子が方言すぎてツラすぎる（クラスメイト男子、クラスメイト）
- 日本へようこそエルフさん。（警備隊隊長）
- 青のミブロ（刺客）
- 異修羅（魔王軍）
- Dr.STONE SCIENCE FUTURE（ゼノ兵）
- グリザイア:ファントムトリガー（スミス）
- 名探偵コナン（店主）
- GUILTY GEAR STRIVE: DUAL RULERS（パイロット）
- クラシック★スターズ（店主）
- 黒執事 -緑の魔女編-（人狼）
- ロックは淑女の嗜みでして（ニットキャップ男）
- 渡くんの××が崩壊寸前（生徒C、男子C、男友達C、男性）
- 美男高校地球防衛部ハイカラ!（生徒、労働者）
- ネクロノミ子のコズミックホラーショウ

### ゲーム
2017年
- モンスターストライク（2017年 - 2021年、エルドラド、原田左之助、コロンブス、ヴリドラ、ツチノコ、柊木参太郎）
- ファイトリーグ（我武者羅、鷹使い）

2021年
- コール オブ デューティ ヴァンガード（ジェームズ・"ブッカー"・ワシントン）
- 少女とドラゴン-幻獣契約クリプトラクト-（エイデン）
- ラピスクロニクル -英雄王冠-（源九郎）
- Infinite Galaxy（ブルーノ・オーガスティン）

2022年
- アラド戦記（ポールセン、モスリー、モグル 他）
- 英雄伝説 黎の軌跡II -CRIMSON SiN-（パウエル）

2023年
- 幻獣契約クリプトラクト（ゴウル＝ザール）
- OCTOPATH TRAVELER II
- アークナイツ（ヒューマス）
- ストリートファイター6（市民）
- BLUE PROTOCOL（2023年）
- 超探偵事件簿 レインコード（カジノオーナー）
- 信長の野望 出陣（宮本武蔵）
- 五等分の花嫁 ～彼女と交わす五つの約束～
- ファイアーエムブレム ヒーローズ（アリオーン、ハーケン）
- イースX -NORDICS-（オーズ）
- 逆転オセロニア（千廻）

2024年
- クイズRPG 魔法使いと黒猫のウィズ（辰龍）
- ブラウンダスト2（使徒パルタン）
- ユニコーンオーバーロード（ジスラン、アントン、傭兵〈タイプC〉 / NPC）
- Library of Ruina（ユン、マッカリン）
- 英雄伝説 界の軌跡 -Farewell, O Zemuria-（シュミット博士）
- アッシュエコーズ-Ash Echoes-（修）

2025年
- アサシン クリード シャドウズ
- クッキーラン：冒険の塔（筋肉味クッキー）

### ドラマCD
- 真郷街 -まきょうがい- 2 Dimension gate（2025年）

### BLCD
- ラムスプリンガの情景（2022年、チンピラ[24]）
- 好きって言ったのお前だろうが！（2023年）[25]

### 特撮
- 仮面ライダーガヴ（2025年、ソルベエの声）

### 吹き替え

#### 映画
- ラスト・ボディガード（2016年、軍人、運転手、退役軍人、警察官[1]）
- マイティーソー バトルロイヤル（2017年、アスガルド兵8[26]、ヘラ兵、アスガルド市民、コロシアム兵）
- メリーポピンズ リターンズ（2019年、銀行員、労働者、点灯夫、動物 他[27]）
- 2バッドバディーズ（2020年、チンピラ、ヤクザ、部下[1]）
- マッドマックス:フュリオサ（2024年）[28]
- コンクリート・ユートピア（2024年、ドギュン〈キム・ドユン〉[29][30]）

#### アニメ
- 最後の召喚師 -The Last Summoner-（2023年、怪物、金持ち、甲冑男 他）

### 玩具
- 仮面ライダーガヴ DXブリザードソルベエゴチゾウ（2025年2月22日）

### その他コンテンツ
- SCRAPリアル脱出ゲーム「惑星オリオンからの脱出」（2015年、乗組員[1]）
- SCRAPリアル潜入ゲーム1（2017年、ジブラ[1]）
- SCRAPリアル潜入ゲーム2（2018年、ジブラ[1]）
- SCRAPリアル脱出ゲーム「ミュウツーの城からの脱出」（2019年、トレーナー[1]）
- 『勇者ご一行の帰り道』 ボイスコミック（2022年、戦士[31]）
- 『後ろの四天王』 ボイスコミック（2022年、カイータ[32]）
- シュールギャグアニメ「鉄球」（2022年）[33]
- 人形劇 Thunderbolt Fantasy 東離劍遊紀4（2024年、護印師）

### シリーズ一覧
1. ↑  第一章（2023年）、第二章（2023年）
2. ↑  第3期『刀鍛冶の里編』（2023年）、第4期『柱稽古編』（2024年）
3. ↑  Season 3（2023年）、Season 4（2025年）

### 初出話一覧
1. 1 2  Season 4 第1話初出
2. ↑  Season 3 第3話初出
3. ↑  Season 3 第5話初出
4. ↑  Season 3 第6話初出
5. ↑  Season 4 第6話初出
6. 1 2 3 4 5  第10話初出
7. 1 2 3 4 5 6 7  第1話初出
8. 1 2 3  第7話初出
9. 1 2 3 4 5 6  第2話初出
10. 1 2 3 4 5 6  第5話初出
11. 1 2 3  第9話初出
12. 1 2 3  第12話初出
13. 1 2 3 4 5  第6話初出
14. 1 2 3  第4話初出
15. 1 2  第16話初出
16. 1 2 3  第11話初出
17. 1 2 3  第13話初出
18. 1 2  第37話初出
19. 1 2 3  第25話初出
20. 1 2  第26話初出
21. ↑  第27話初出
22. ↑  第31話初出
23. ↑  第34話初出
24. 1 2 3 4  第3話初出
25. 1 2  第22話初出
26. 1 2  第24話初出
27. 1 2  第8話初出
28. ↑  第19話初出
29. ↑  第1158話初出